# Rafael Dalmau i Ferreres
Rafael Dalmau i Ferreres (Barcelona 1904 - 28 d'octubre de 1976) fou un editor i excursionista català. Va tenir una formació autodidàctica, fou secretari general de la Unió Catalanista, i milità a Estat Català. Fou sotsdirector i fundador del setmanari Nosaltres Sols (1931-34). Durant la postguerra fou membre de la Penya Joan Santamaria.
Començà en el món editorial fundant el 1935 Edicions Mediterrània, que el 1945 esdevingueren Editorial Dalmau i Jover, i el 1959 fundà amb la seva filla Rafael Dalmau (Editor). Ha publicat diversos opuscles de divulgació excursionista i històrica en la sèrie Episodis de la Història.

## Obres
- Memòries d'un aprenent d'antiquari (1946)
- Maria de Montpeller
- Heretgia albigesa i la batalla de Muret